# Cogito
Cogito – polski miesięcznik skierowany do młodzieży w wieku 15-20 lat, uczącej się w szkole średniej.